# Liesel Jakobi
Elisabeth „Liesel“ Jakobi, verheiratete Luxenburger (* 28. Februar 1939 in Saarbrücken), ist eine ehemalige deutsche Leichtathletin, die bei den Europameisterschaften 1958 die Goldmedaille im Weitsprung gewann (5,99 – ungültig – 5,63 – 5,85 – 6,14 m – ungültig). Sie startete bei diesen Europameisterschaften für die Bundesrepublik in einer gemeinsamen deutschen Mannschaft.
Dafür wurde sie am 20. August 1958 mit dem Silbernen Lorbeerblatt ausgezeichnet.

## Erfolge bei Deutschen Meisterschaften der Bundesrepublik
- 1958, Weitsprung: Platz 3; Hallenmeisterschaften, Weitsprung: Platz 1
- 1959, Weitsprung: Platz 2; Hallenmeisterschaften, Weitsprung: Platz 1
- 1960, Weitsprung: Platz 3; Hallenmeisterschaften, 50 Meter: Platz 1 (6,4 s)
- 1963 (unter dem Namen Luxenburger), Weitsprung: Platz 3; Hallenmeisterschaften, 60 Meter: Platz 1 (7,6 s).

Jakobi startete für den Sportverein ATSV Saarbrücken.